# 形式主義 (数学)
数学における形式主義（英: formalism）とは、数学における命題を少数の記号によって表し、証明において使われる推論を純粋に記号の操作と捉える考え方のことを指す。

## 概要
形式主義の最も原理的な見方では、数学は決められたルール（公理と推論法則）に従って行われるゲームであり、ルールを取り替えることによってできる異なるゲームは、それぞれ同等である。
形式主義は、ダフィット・ヒルベルトによって主張された。その目的は数学をゲームと考えることによって、数学的実在に直接関わることなく、数学の無矛盾性を証明するためであった。（ヒルベルト・プログラム）上記の点から、ヒルベルトの形式主義は、ブルバキの公理論とは異なるものである。
形式主義によると、数学的命題は確実な文字列処理ルールを必要とする命題と考えられる。例として、（「公理」と呼ばれる文字列と、与えられた公理から新しい文字列を生成する「推論規則」からなるものとして見られる）ユークリッド幾何学の「ゲーム」では、ピタゴラスの定理が有効であることを証明できる（それは、あなたが、ピタゴラスの定理に対応する文字列を生成できることである）。数学的真理は、数や集合や三角形やそのようなものについてのものではない。実際、それは何に「ついて（about）」のものでもない。
もうひとつの形式主義は演繹主義としてよく知られる。演繹主義では、ピタゴラスの定理は絶対的真実ではなく、相対的なものだが、もしあなたがゲームのルールが真実となるといった方法で文字列を考えているならば（いいかえれば、真の命題は公理に割り当てられ、推論と真実の保存のルールに割り当てられる）、そのときあなたは、その理論を受け入れなければならない。いやむしろ、あなたがそれに与えた解釈は真の命題でなければならない。同値はすべての他の数学的記述に関して真であると見なされる。従って、形式主義は数学が無意味な象徴ゲームでしかないことを意味する必要はない。それは通常、ゲームに適用するルールの様々な解釈が存在することが望まれている。（構造主義 (数学の哲学)をこの立場になぞらえる） しかし、数学者が仕事を継続し哲学者や科学者にそのような問題を残すことは、数学者が働くことを可能にする。多くの形式主義者らは、実際に、研究された公理体系は、科学への要求や数学以外の分野によって提案されると言うだろう。

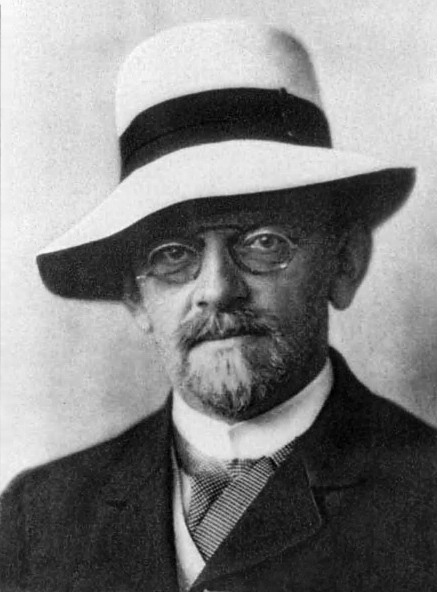
ダフィット・ヒルベルト

形式主義の偉大なる初期の発案者はダフィット・ヒルベルトであった。彼の計画は完全でかつ一貫性（consistent）のある数学の全ての公理化を目的としていた。（「一貫性、無矛盾性（consistent）」ここでは、システムに由来しうる矛盾がないことを意味する。） ヒルベルトは、「有限算術（finitary arithmetic）」（哲学的議論にならないために選ばれた自然数の通例の算術のサブシステム）に矛盾がないという仮説から数学的体系の一貫性を示すことを目標とした。完全かつ矛盾のない数学システムを作るヒルベルトの目標は、十分に表現の富んだ矛盾のない公理体系はそれ自体の無矛盾性を決して証明できないことを述べたゲーデルの第二不完全性定理によって致命的な打撃を受けた。そのような公理体系はサブシステムとして有限算術を含んでいるため、ゲーデルの定理はそのような体系の有限算術に対する相対無矛盾性を証明できないことを含意する（もし証明できたとすると、その体系自体の無矛盾性を証明できたことになるが、ゲーデルの定理はこれが不可能であることを示しているためである）。従って、数学の任意の公理システムが実際に無矛盾であることを示すためには、その体系よりもある意味で強い体系の無矛盾性をまず仮定する必要がある。
ヒルベルトは最初は演繹主義者だった。しかし、上記から明白に、彼は、本質的に意味のある結果をもたらすために、確実な超数学的方法（metamathematical method）を熟考した。また、彼は有限算術に関しては現実主義者であった。後に、彼は解釈にかかわらずどんなものであれ、他の意味にある数学はないと考えた。
ルドルフ・カルナップ、アルフレト・タルスキ、ハスケル・カリーのようなその他の形式主義者は、形式的な公理体系の研究であるべき数学を考えた。数理論理学者は形式的な体系を研究するが、彼らは現実主義者であると同時に形式主義者でもある。
形式主義者は通常、非常に寛容で論理学、非標準記数法、新しい集合論など、新しい試みを惹き付ける。我々が研究するゲームはよりよいものである。しかしながら、これらの例の三つすべてにおいて、自発性は既存の数学や哲学関連を題材にしている。「ゲーム」は普通、恣意的なものではない。
形式主義の主な評論はゲーム以上の文字列操作から遠くかけ離れた数学者を占有する現実の数学的アイデアである。
(もし正しければ)公開された証明は、これらのゲームの言葉で言えば、原理上体系立てられるが、その取り組みは、時間的にも空間的にも、恐ろしく手が出せないものを要求した（『プリンキピア・マテマティカ』序論を見よ）。加えて、そのルールはこれらの証明の初期の生成には必ずしも重要なものではない。形式主義は、公理体系を研究すべきだという疑問には無言でもある。